# Висленска коса
Висленската коса (на полски: Mierzeja Wiślana; на руски: Балтийская коса; на немски: Frische Nehrung) е пясъчна коса, отделяща Висленската лагуна от Гданския залив на Балтийско море. Границата между Полша (Поморско войводство) и Калининградска област, ексклав на Русия, я разполовява. Преминаването на границата не възможно към днешно време – няма граничен преход, а достъпът е ограничен с огради. Най-западната точка на Русия се намира на Висленската коса.
В полската половина са разположени ред курорти, инкорпорирани административно в град Криница Морска. В руската част се намират селата Коса и Рибачи, които са разположени срещу Балтийск отвъд протока.

## Произход
Висленската коса е морско акумулационно образувание – морските вълни и бреговите течения преместват пясък към брега, а вятърът го натрупва върху косата, образувайки дюни. Височината на дюните може да достига 40 m. Растителността на косата задържа преместването на масата на пясъка. Процесът н дюнообразуване започва преди около 6000 години, след образуването на Висленския залив. Той се образува след отдръпването на ледниците, в резултат на движението наземната кора и колебанията на нивото на Балтийско море.

## История
До 13 век косата има плавателни проливи в средата, което позволява на град Елбинг, част от държавата на Тевтонския орден, да има пряк достъп до Балтийско море. Естественото затваряне на проливите към края на 13 век намалява статута на Елбинг като важно търговско пристанище. Това, както и тевтонското превземане на Данциг и Източна Померания през 1308 г., води до нарастването на значението на Данциг.
През Втората световна война косата е място на съпротива на останалите германски войници в Източна Прусия, въпреки че съветите вече са минали покрай косата след приключването на Източнопруската операция. На 26 април 1945 г. в северната част на косата десантират съветски части. Тъй като съветите бързат да превземат Берлин, последните войници на Вермахта предават оръжието си едва след като е подписан Актът за капитулация на Германия. След войната на косата е създадена съветска военновъздушна база, която функционира до 1995 г.
В днешно време правителството на Полша подготвя изграждането на корабен канал през косата, който да позволи на кораби да навлизат във Висленската лагуна, без да преминават транзитно през протока при Балтийск.

## Флора и фауна
Площта на косата е заета от смесени хвойно-широколистни гори. Има и по-редки растения като Eryngium. Руската част на Висленската коса се лишава от дървесното си покритие през 16 век и бива покрита от пясъци. Горите в днешно време са в резултат на механичното закрепване на пясъците и засяването на треви и дървета, проведено от средата на 19 до средата на 20 век. Залесеността в руската част достига 80%.
Животинският свят е типичният за Централна Европа. Срещат се около 115 вида птици. Косата и прилежащите ѝ морски и лагунни води са от голямо екологично значение, тъй като се намират на миграционен път на прелетни птици.